# Kościół Najświętszego Serca Pana Jezusa w Sanoku
Kościół Najświętszego Serca Pana Jezusa w Sanoku − świątynia parafii Najświętszego Serca Pana Jezusa w Sanoku. 
Mieści się w dzielnicy Posada, przy ulicy Kazimierza Lipińskiego.

## Historia
Fundusze na budowę kościoła powstały ze zbiorki dobrowolnych datków okolicznych mieszkańców, której przewodniczył naczelnik gminy Posada Olchowska, Maciej Kluska, jako sekretarz komitetu Budowy Kościoła, zaś plan budynku wykonał i budowę prowadził Władysław Chomiak (kierownikiem całej budowy był Maciej Kluska wraz z ks. Antonim Wołkiem). Kamień węgielny poświęcił 15 sierpnia 1927 ks. prałat Franciszek Salezy Matwijkiewicz, proboszcz sanocki. Budowa trwała pięć lat. Kościół został konsekrowany 15 września 1931 przez bpa Anatola Nowaka. Powstał jako filia parafii Przemienienia Pańskiego w Sanoku i Kościół Szkolny. Podczas II wojny światowej w 1944 roku został zniszczony w wyniku działań wojennych. Następnie odbudowany przez parafian. 8 kwietnia 1945 roku bp Franciszek Barda ustanowił samodzielną parafię Najświętszego Serca Pana Jezusa.
Podczas II wojny światowej w budynku plebanii parafii funkcjonowała Publiczna Szkoła Gospodarstwa Domowego i Szkoła Rzemiosła Dla Krawczyń.
W 1953 roku została wykonana polichromia w kościele. W 2009 roku kościół został gruntownie odremontowany i odnowiony.
Budynek został wpisany do gminnego rejestru zabytków miasta Sanoka, opublikowanego w 2015.

## Rzeźby i obrazy
- Rzeźba Jezusa Chrystusa nad wejściem głównym.
- Płaskorzeźbą św. Faustyny na frontowej fasadzie budynku po lewej stronie[9].
- Płaskorzeźbą św. Jana z Dukli na frontowej fasadzie budynku po prawej stronie.
- Obrazy świętych widniejące na ołtarzach bocznych wykonał Władysław Lisowski[10]

## Tablice pamiątkowe
- Tablica upamiętniająca Wielki Jubileusz Roku 2000 z inskrypcją "Iubilaeum A.D. 2000". Znajduje się na frontowej fasadzie budynku po lewej stronie pod płaskorzeźbą św. Faustyny.
- Tablica z Orłem posiadającego herb z wizerunkiem Matki Bożej i Dzieciątka Jezus. Inskrypcja na tablicy brzmi: "Z królową Polski w III tysiąclecie wiary". Znajduje się na frontowej fasadzie budynku po prawej stronie pod płaskorzeźbą św. Jana z Dukli.
- Tablica pamiątkowa ku czci parafian – ofiar terroru okupanta, działań wojennych (działali w ZWZ-AK, a kapelanem AK był ks. Antoni Wołek ps. „Jurand”). Odsłonięta w latach 60. XX wieku w przedsionku kościoła. Inskrypcja brzmi: "Pamięci ofiar II wojny światowej z parafii Najśw. Serca Jezusowego w Sanoku" oraz Wieczny odpoczynek racz im dać Panie". Na tablicy jest wymienionych 85 nazwisk ofiar[11][12], wśród nich Julian Gorgoń, Ludwik Warchał, Leopold Żołnierczyk.